# Eisten
Eisten és un municipi del cantó suís del Valais, situat al districte de Visp.